# Horwedja
Horwedja (Horus ist heil) war ein hoher altägyptischer Beamter, der in der 26. Dynastie unter König Necho II. (610 bis 595 v. Chr.) amtierte.
Er ist nur von zwei Objekten bekannt. Es handelt sich um das Fragment einer Statue und um eine Situla. Horwedja trug den Titel Vorsteher der Tore der (südlichen) Fremdländer. Horwedja war damit für die südlichen Grenzgebiete Ägyptens, vielleicht sogar für ganz Oberägypten zuständig. Auf seiner Statue befindet sich eine kurze Biographie: ich war einer, der mit vielen Arbeiten auf dem Berg (= Steinbruch) beauftragt wurde ... um Obelisken zu machen....